# Acuerdo Luso-Chino (1554)

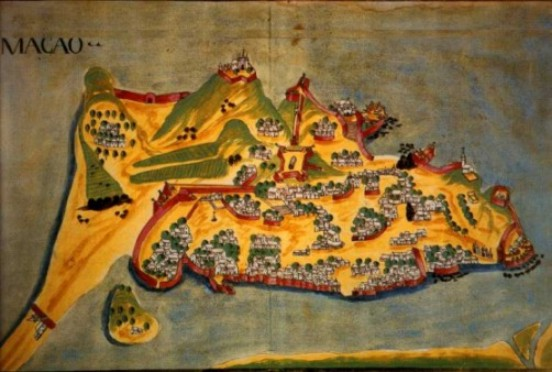
La Península de Macao en 1639

El acuerdo Luso-Chino de 1554 (en portugués: Acordo Luso-Chinês de 1554) fue un acuerdo comercial entre los portugueses encabezados por Leonel de Sousa y las autoridades de Cantón encabezadas por el almirante provincial (海道副使; haitao en fuentes europeas) Wang Bo (汪 柏), que permitió la legalización del comercio portugués en China pagando impuestos. Abrió una nueva era en las relaciones Sino-Portuguesas, ya que hasta entonces los portugueses estaban oficialmente excluidos del comercio en la región. En 1517 una embajada dirigida por Fernão Pires de Andrade a la Dinastía Ming falló y, después de conflictos en 1521 y 1522, el comercio se llevó a cabo como contrabando y se libró por las autoridades, que consideraban a los portugueses como «Folangji» (Francos), piratas.
Leonel de Sousa, Capitán Mayor del viaje a Japón, había llegado a la costa de Guangdong en 1552, donde supo que todos los extranjeros podían comerciar mediante el pago de impuestos a los chinos, excepto los «Folangji», incluido los portugueses, entonces considerados como piratas. Luego pidió que cumplieran con los supuestos de paz y pago de impuestos, comprometiéndose a cambiar este «nombre».
En 1554, Leonel de Sousa llegó a un acuerdo con los funcionarios de Cantón para legalizar el comercio portugués, con la condición de pagar ciertos derechos de aduana. La única evidencia escrita superviviente de este acuerdo es una carta de Leonel de Sousa al infante Louis, hermano del rey Juan III, fechada en 1556, que establece que los portugueses se comprometieron a pagar los honorarios y a no erigir fortificaciones. La carta, uno de los documentos más importantes en la historia de las relaciones chino-portuguesas, describe las prolongadas negociaciones con el haitao Wang Bo, identificado en fuentes chinas por haber aceptado un soborno de los portugueses para secar su cargo y pagar impuestos en Cantón. Ambas partes estaban disponibles para encontrar una solución, ya que el puerto de Cantón también se estaba agotando ya que estaba cerrado al comercio exterior. Leonel de Sousa intentó negociar solo las tarifas del 10%, lo que Wang Bo contrarrestó con el 20% obligatorio, pero centrándose solo en la mitad de las cargas, a lo que Leonel de Sousa estuvo de acuerdo. A este tratado le seguiría el reconocimiento de Macao como almacén oficial portugués en 1557. Leonel de Sousa se convirtió en el segundo Capitán Mayor de Macao en 1558 (el equivalente del posterior gobernador de Macao).